# Rudolf Goldscheid
Rudolf Goldscheid (Pseudonym Rudolf Golm; * 12. August 1870 in Wien; † 6. Oktober 1931 ebenda) war ein österreichischer Privatgelehrter, der sich als Soziologe, Philosoph und Schriftsteller betätigte. Er zählt zu den Pionieren der Soziologie im deutschsprachigen Raum.

## Leben
Goldscheid entstammte einer wohlhabenden assimilierten jüdischen Kaufmannsfamilie. Er war das sechste und letzte Kind seiner Eltern Moses Hirsch Goldscheid und Betty Goldscheid (geb. Reitzes), die es in Galizien zu einem kleinen Vermögen gebracht hatten und sich in Wien zur Ruhe gesetzt hatten. Beherrschendes Oberhaupt der Familie war der Bruder der Mutter, Sigmund Reitzes, Bankier und einer der führenden Finanzgrößen Wiens. Dessen Einfluss versuchte Goldscheid sich bereits seit jungen Jahren zu entziehen, wurde aber dennoch von ihm finanziell so versorgt, dass er auf eigenen Gelderwerb nicht angewiesen war.
Er verließ das Gymnasium ohne Abitur, widmete sich unter Pseudonym der Dichtkunst und hörte an der Universität Wien Vorlesungen zur Philosophie, darunter auch solche des Wissenschaftstheoretikers Ernst Mach. Als Rudolf Golm verfasste Goldscheid zwei Dramen, eine Novelle und drei Romane. Einer der Romane wurde ins Englische übersetzt. In seinen schriftstellerischen Arbeiten stehen Frauenfragen im Vordergrund, laut Rosa Mayreder kam ihm eine Pionierstellung auf dem Gebiet der Frauenliteratur zu.
1907 war er in Wien mit Wilhelm Jerusalem, Michael Hainisch, Max Adler u. a. Mitbegründer der Soziologischen Gesellschaft. 1909 war er Initiator und mit Ferdinand Tönnies, Max Weber, Georg Simmel Mitbegründer der Deutschen Gesellschaft für Soziologie (DGS) in Berlin. Im Werturteilsstreit, der besonders auf den ersten beiden Soziologentagen der DGS ausgetragen wurde, war er Hauptkontrahent von Weber und Werner Sombart.
1911 trat er dem Deutschen Monistenbund bei. Zwischen 1912 und 1917 war Goldscheid Präsident des Österreichischen Monistenbundes, der aus der „Ortsgruppe Wien des Deutschen Monistenbundes“ entstand.
Er widmete sich besonders einer „Menschen-Ökonomie“ und stritt für eine Umwandlung des „Steuerstaates“ (vgl. dazu Joseph Schumpeter) in einen selber wirtschaftenden Staat. Durch seine diesbezüglichen Arbeiten gilt er als Begründer der Finanzsoziologie. Goldscheid war Freimaurer bei der Loge „Ardens“ in Wien.
Als Pazifist übernahm er im Ersten Weltkrieg die Redaktion der Friedens-Warte und gehörte anschließend auch zu deren Herausgeberkreis. 1921 wurde er in den Vorstand der Deutschen Liga für Menschenrechte gewählt, deren Vorläuferorganisation Bund Neues Vaterland Goldscheid ebenfalls angehörte. Goldscheid beteiligte sich zudem an den Vorbereitungen für eine „österreichische Nationalsektion“ der 1922 in Paris gegründeten Fédération internationale des ligues des droits de l’Homme, die jedoch mit Schwierigkeiten verbunden war. 1926 konnte dann die Österreichische Liga für Menschenrechte gegründet werden, zu deren „Erstem Vizepräsidenten“ Goldscheid gewählt wurde, was er bis zu seinem Tod blieb. Die Wahl zum Präsidenten der Liga hatte er wegen seiner vielen anderen Verpflichtungen abgelehnt. Bis 1927 war er weiterhin Vorstandsmitglied der Deutschen Liga für Menschenrechte und anschließend bis zu seinem Tod Mitglied des Politischen Beirats der Liga.
Sein ehrenhalber gewidmetes Grab (Abteilung 6, Ring 2, Gruppe 10, Nummer 123) befindet sich im Urnenhain der Feuerhalle Simmering. 1932 wurde die Rudolf-Goldscheid-Gasse in Wien-Hernals nach ihm benannt, die seit 1947 Goldscheidgasse heißt.

## Schriften (Auswahl)

### Belletristische Texte (unter dem PseudonymRudolf Golm)
- Lord Byron. Ein Drama in einem Vorspiele und drei Aufzügen, Wien 1888.
- Die Logik der Gesellschaft. Schauspiel in fünf Aufzügen, Berlin 1890.
- Das Einmaleins des Lebens. Roman, Dresden und Leipzig 1894.
- Der alte Adam und die neue Eva. Ein Roman unserer Übergangszeit. Dresden, Leipzig, Wien 1895.
- Ein falsches Liebeslied. Novelle, Dresden, Leipzig, Wien 1897.
- Bäume, die in den Himmelwachsen. Roman, Dresden und Leipzig 1899

### Wissenschaftliche Texte
- Zur Ethik des Gesamtwillens. Eine sozialphilosophische Untersuchung, Band 1, Reisland, Leipzig 1902 (Neuauflage herausgegeben und mit einem Nachwort von Arno Bammé, München/Wien 2020, ISBN 978-3-89019-741-8.)
- Grundlinien zu einer Kritik der Willenskraft. Willenstheoretische Betrachtung des biologischen, ökonomischen und sozialen Evolutionismus, Braumüller, Leipzig 1905.
- Entwicklungswerttheorie, Entwicklungsökonomie, Menschenökonomie. Eine Programmschrift. Klinkhardt, Leipzig 1908 (Neuauflage herausgegeben und mit einem Nachwort von Arno Bammé, München/Wien 2020, ISBN 978-3-89019-745-6).
- Darwin als Lebenselement unserer modernen Kultur, Heller, Wien 1909.
- Höherentwicklung und Menschenökonomie. Grundlegung der Sozialbiologie. Klinkhardt, Leipzig 1911 (Neuauflage herausgegeben und mit einem Nachwort von Arno Bammé, München/Wien 2020, ISBN 978-3-89019-741-8.).
- Das Verhältnis der äussern Politik zur innern. Ein Beitrag zur Soziologie des Weltkrieges und Weltfriedens, Anzengruber-Verlag, Wien 1914.
- Staatssozialismus oder Staatskapitalismus. Ein finanzsoziologische Beitrag zur Lösung des Staatsschulden-Problems, Anzengruber-Verlag, Wien 1917.
- Sozialisierung der Wirtschaft oder Staatsbankerott. Ein Sanierungsprogramm, Anzengruber, Leipzig 1919.
- Frauenfrage und Menschenökonomie. Anzengruber-Verlag, Wien 1924.
- Entwicklungstheorie, Finanzsoziologie, Menschenökonomie: Narrative einer anderen Soziologie, herausgegeben und mit einer Einleitung von Arno Bammé, Marburg 2018, ISBN 978-3-7316-1311-4.
- Staatssozialismus oder Staatskapitalismus. Schriften zur Finanzsoziologie, herausgegeben und mit einem Nachwort von Arno Bammé, München/Wien 2020, ISBN 978-3-89019-746-3.